# Слобиты (остановочный пункт)
Слобиты (пол. Słobity) — остановочный пункт в населённом пункте Слобиты-Стацья (пол. Słobity-Stacja) в гмине Вильчента, в Варминьско-Мазурском воеводстве Польши. Бывшая узловая станция. Имеет 2 платформы и 2 пути.
Пассажирская и грузовая станция была построена на железнодорожной линии Мальборк — Калининград в 1852 году, когда эта территория была в составе Королевства Пруссия. С 1945 года здесь ведёт тоже к российско-польской границе грузовая линия Богачево — Мамоново с шириной русской колеи. Третья линия Слобиты — Бартошице построена на этом участке в 1925 году, была демонтирована в 90-е годы XX века.
Названия пункта изменились: Шлобиттен (нем. Schlobitten) с 1852 года, Словцин (польск. Słowcin) с 1945 года, нынешнее название с 1947 года.